# Silverhill (East Sussex)
Silverhill – część miasta Hastings, w Anglii, w hrabstwie East Sussex. Leży 86 km na południowy wschód od Londynu. Miejscowość liczy 4666 mieszkańców.